# معماری ۱-بیتی
یک معماری ۱-بیتی مجموعه‌ای از دستورالعمل‌ها برای پردازش عرض ثبات و مسیر داده با عرض یک بیت (۱/۸ هشت‌تایی) می‌باشد. مثال کنترل‌کنندگان منطقی برنامه‌پذیر هستند. همچنین اکثر ماشین حساب‌ها از طراحی ارتباط سریالی استفاده می‌کنند.
دنبالۀ دستورهای معمول در یک برنامه که از معماری ۱-بیتی پیروی می‌کند، به صورت زیر است:
1. ورودی ۱ دیجیتال را در درجینه(رجیستر) ۱-بیتی بارگذاری کند؛
2. و ارزش آن را با ورودی ۲ در رجیستر ۱-بیتی مقایسه و نتیجه را در آن بگذارد؛
3. ارزش رجیستر ۱-بیتی را در خروجی ۱ بنویسد.